# ソフロニオス
エルサレムのソフロニオス（ギリシア語: Σωφρόνιος Α΄ Ιεροσολύμων, ラテン語: Sophronius Hierosolymorum, アラビア語: صفرونيوس, 560年 - 638年）は、ダマスカス出身の7世紀のキリスト教神学者、修道士。エルサレム総主教（在位：634年 - 638年）を務め、地中海世界におけるキリスト教の没落とイスラームの興隆を目の当たりにした人物である。正教会では聖人とされる。日本正教会ではイェルサリムの総主教聖ソフロニイと表記される。

## 生涯

### 前半生
はじめ弁論術の教師をしていたソフロニオスは、580年頃エジプトで修道生活を始め、ついでベツレヘム近郊の聖テオドシオス修道院に入った。ソフロニオスは小アジア・エジプト・ローマにある修道生活の中心地を、ビザンティンの年代記作家で修道士であったヨハネス・モスコス（ヨアンネス・ホ・トゥ・モスクゥ）とともに訪れた。モスクスは宗教生活に関する論考を集めた自著"Leimõn ho Leimõnon"（「霊的牧場」）をソフロニオスに献呈している。ソフロニオスはモスコスとともに修道士の言行録、文書の収集に当たり、数々の伝記を残した。619年にモスコスがローマで没すると、ソフロニオスは葬りのためその遺体をエルサレムに持ち帰った。

### 単性論との論争

#### 「一つの行動様式」への反駁
628年、皇帝ヘラクレイオスはクテシフォン攻撃とホスロー2世の暗殺、カワード2世との講和によってサーサーン朝との戦争で勝利を収め、シリア、エジプトの諸州を回復し630年春にはエルサレムに入城して「真の十字架」をも取り戻した。ヘラクレイオスは対サーサーン朝戦役中にもカルケドン公会議以降の単性説問題を解決しようと臨み、教会統一のため単性説派の主教たちとの協議をはじめていた。カルケドン派である正教会側と単性説派の政治的妥協を試みたコンスタンディヌーポリ総主教セルギオス1世は「キリストの本性はふたつであるが、ひとつの行動様式（エネルゲイアEnergeia）を持つ」と説いて、キリスト唯一の神性に応じるひとつのエネルゲイアを持つと主張していた単性説諸派との折衷案を提示した。この教義を支持したヘラクレイオスの後押しもあり、アルメニア、シリア、エジプトでこの妥協案が支持され、ローマ教皇ホノリウス1世 (ローマ教皇)、アレクサンドリア総主教（メルキト派）キュロスもこれを支持した。
当時アレクサンドリアで活動していたソフロニオスはこれに強く反発し、シリア、エジプトでも徐々に反発の声が強まっていった。
この論争の最中、631年にエルサレム総主教ザカリアスが没し、これを継いだデモストスも634年に死亡したことを受けて、ソフロニオスはエルサレム総主教に任じられた。

#### 単意論への反駁
セルギオスはローマのホノリウスに書簡を送り自説の支持を求め、ホノリウスは求めに応じてセルギオスを支持した。さらに返礼の書簡中で「エネルゲイア」の語に代わりに「意志」を意味するテレーマ（Thelema）を用い、「イエス・キリストはふたつの本性とひとつの意志（テレーマ）を持つ」という教義を提案した。
この教義を単意論と言うが、ソフロニオスはこの論議も承服し難く、単意論排斥を呼びかけるため、在任以前にエジプトのアレキサンドリアおよびコンスタンティノポリスに旅行し、その地の総主教たちを説得しようとした。エルサレム総主教位を継ぐと管轄下の主教たちを召集して会議を開き、これら単意論に反対する決議を取り付け、635年には提唱者のセルギオス、皇帝ヘラクレイオスおよびアルメニア大主教ピュロスを非難した。この問題についてのソフロニオスの著作は、現在はすべて失われている。

### イスラームによる支配の下で
ソフロニオスのエルサレム総主教在位中に、パレスチナはイスラム勢力の支配下におかれた。634年からイスラーム勢力はアブー＝バクルにより任じられたアブー・ウバイダをシリア総督としてムアーウィヤの兄ヤズィードらを指揮官とする三軍によりシリア遠征を敢行したが、東ローマ帝国軍の激しい反撃にあった。これに対しアブー・バクルはイラク戦線からハーリド・イブン＝アル＝ワリードを転戦させ、636年のヤルムークの戦いなどの勝利によりシリア州の征服を確実にしていった。635年9月にはダマスクスが和平条約を結んでアブー・ウバイダとハーリド率いるアラブ軍に投降し、637年にはパレスティナへも南下、エルサレムに迫った。
638年の説教でソフロニオスはこの新しい教えへの敵意と侮蔑などを交えながら、ベツレヘムがムスリムの手に落ちたことを警告している。アラブ軍の包囲を受けたエルサレムは住民側からアブー・ウバイダに対し降伏を申し出て、シリアの諸都市で結んだ和平条約（スルフ）と同じ条件を締結する準備があると求めて来た。9世紀に編纂されたテオファネスの『年代記』（Chronographia）やタバリー、バラーズリーの『諸国征服史』などによると、すなわち、パレスチナ全土の住民に対しジズヤとハラージュの支払いを負う代わりにその安全保障の権利を確約するという内容で、条約の締結には正統カリフ・ウマル自身がエルサレム市に来訪してこれに当たることを要求したという。シリア全域の安定を計る意味もあって、ウマルはこれに応じてメディナからダマスクスに程近いのジャービヤ（かつてのガッサーン朝の首都）にしばらく滞在した後に、エルサレムに入城した。
テオファネスの『年代記』によると、ソフロニオスと会見した時、ウマルはラクダの毛で編まれた粗衣をまとっただけの簡素な姿で現れ、その姿と素朴な態度からソフロニオスは「真に、預言者ダニエルが聖所に立って、荒廃の疎ましさについて語ったのはこのことである」と述べたと言う。ウマルはエルサレム側の条件を承認し書面にして書き与えて和平条約をかれらと結び、エルサレムはイスラーム政権の支配に下った。聖墳墓教会でソフロニオスと会談し、ソフロニオスはウマルにともにそこで祈祷するよう誘ったが、ウマルはムスリムとして先例を残す事を好まずそれを断った。

## 著作と祈祷文
ソフロニオスの著名な著作として『エジプトの聖マリア伝』がある。
また正教会の晩課で使われる祈祷文（祝文）「穏やかなる常生の光」は彼に帰せられ、「聖ソフロニイの祝文（しゅくぶん）」とも呼ばれている。目で見る事の出来ない神が人となって目に見える存在となった事、すなわちイイスス・ハリストス（イエス・キリストのギリシャ語読み）の到来を、夕暮れの太陽の光に喩えて祈る祈祷文であり、晩課の時間帯が日没の時刻と重なる事と符合する。